# Эльзас-Лотарингия
Имперская земля Эльзас-Лотарингия (нем. Reichsland Elsaß-Lothringen, фр. Alsace-Lorraine) — «имперская земля» Германской империи, расположенная на территории сегодняшней Восточной Франции, состоящая из Эльзаса и восточной Лотарингии, связанных общей историей.
В административном отношении земля Эльзас-Лотарингия делилась на три округа (Regierungsbezirke): Верхний Эльзас, Нижний Эльзас, Лотарингия.

## История

### Образование «имперской земли»
После франко-прусской войны 1870—1871 годов значительная часть Лотарингии и почти весь Эльзас были переданы Германии. 

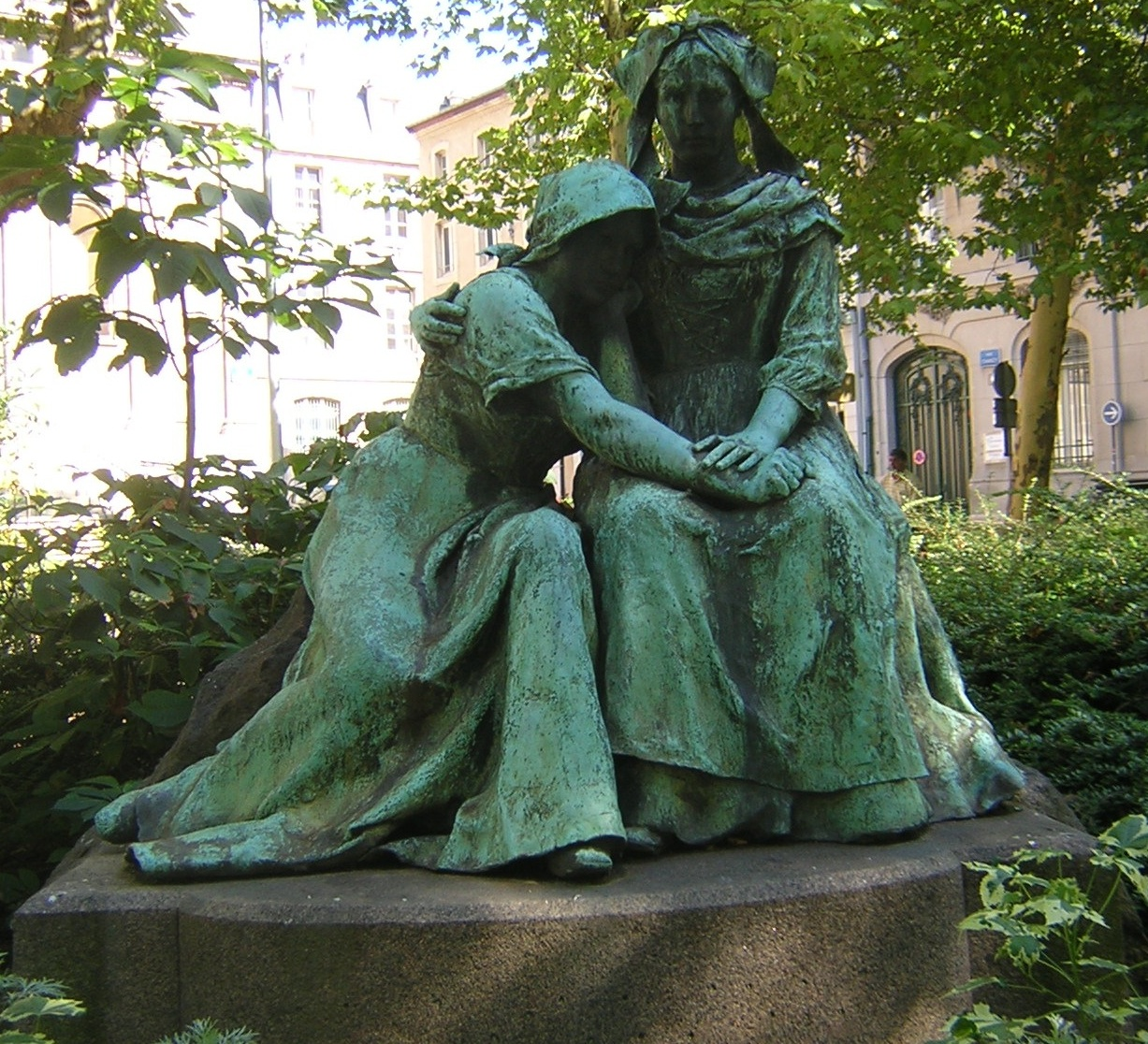
Лотарингия плачет на плече Эльзаса. Памятник в Нанси

В то же время во Франции активным было реваншистское движение в поддержку отнятых провинций, в честь Эльзаса и Лотарингии во многих городах страны назывались улицы, в Нанси — древней столице Лотарингии, оставшейся в составе Франции — был открыт аллегорический памятник двум провинциям.
Противоправные и провокационные действия военных кругов Германии в отношении жителей эльзасского городка Цаберн (ныне — Саверн) (Цабернский инцидент) в 1913 году привели к политическому кризису в Германии.
В Первую мировую войну значительная часть эльзасцев и лотарингцев отказывались воевать в немецкой армии, их девизом было лаконичное выражение: «Без нас!». В ноябре 1918 года была провозглашена Эльзасская советская республика, но к концу войны союзники заняли значительную часть Эльзаса и Лотарингии. По условиям Версальского мирного договора Франция в 1918 году вернула себе эти земли.

### Дальнейшая история
1 сентября 1939 года французские власти приказали эвакуировать население из приграничной зоны и в течение нескольких дней около 600 тысяч жителей Эльзаса и Лотарингии покинули свои дома. 11 июня 1940 года французские власти обязали всех мужчин призывного возраста покинуть этот регион. 15 июня 1940 года войска под командованием Ф. Доллманна форсировали Рейн и вошли на французскую территорию. После оккупации Франции в 1940 году Эльзас и Лотарингия снова перешли под контроль Германии. 28 июня 1940 года Страсбург посетил А. Гитлер. 10 июля 1940 года представители французских властей были высланы в Париж. Летом 1942 года оккупационные власти предоставили гражданство лицам, чьи предки родились в Эльзасе, Лотарингии, Люксембурге или в Германии. 26 августа 1942 года был опубликован декрет об обязательной воинской повинности для жителей Эльзаса и Лотарингии. При этом уроженцам Эльзаса и Лотарингии запрещалось служить в разведке, в авиации и на военно-морском флоте. В 1942—1945 годах около 130 тысяч уроженцев Эльзаса и Лотарингии были призваны в немецкую армию, из которых 90 % попали на Восточный фронт. В 1944 году регион был занят союзными войсками и после войны официально возвращён Франции. На территории Эльзаса и Лотарингии сегодня расположены французские департаменты Верхний Рейн, Нижний Рейн и Мозель.

## Население

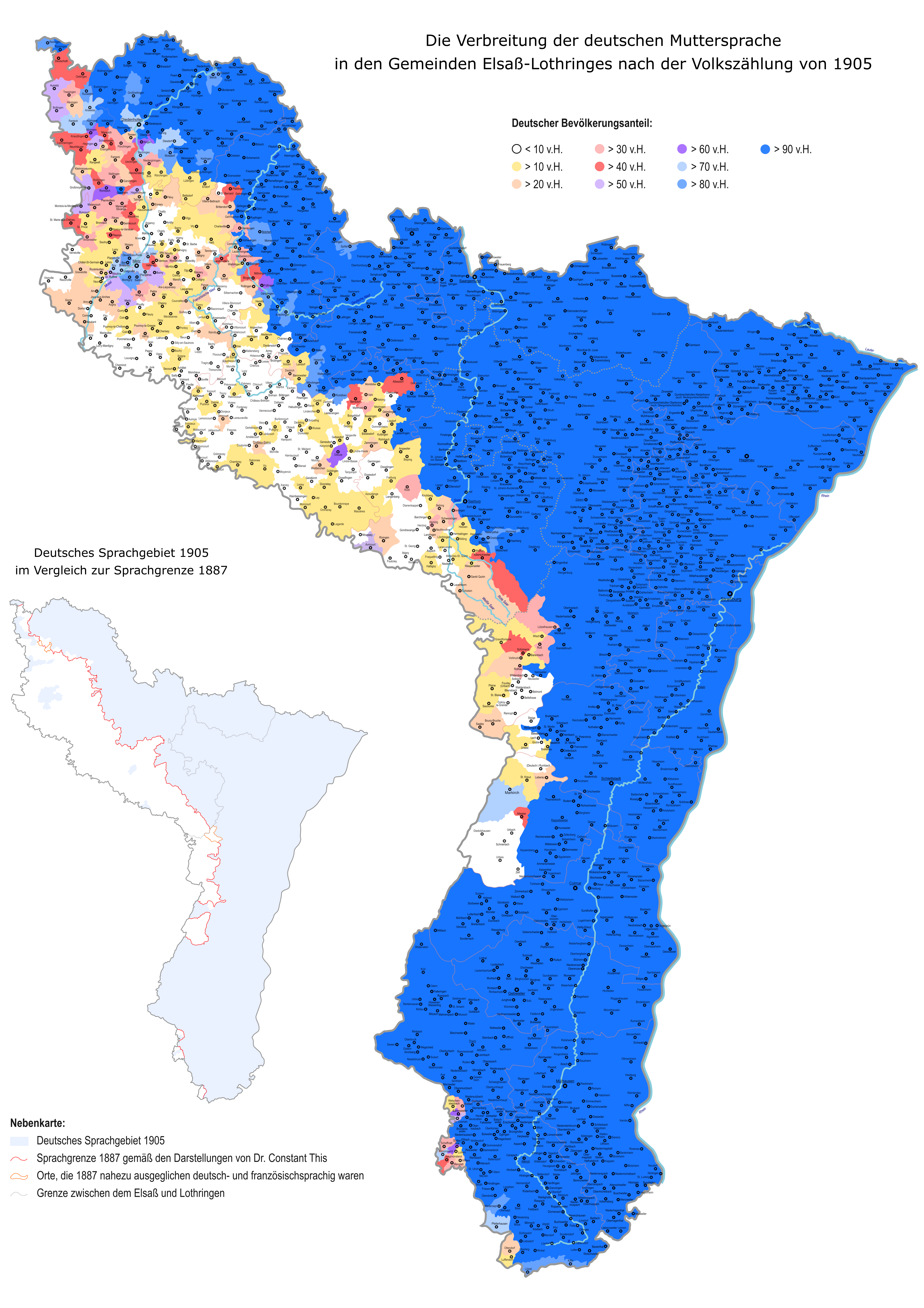
Языковой состав региона в 1905 году. Синим отмечены германоязычные земли

### Религия
Большинство верующих было католиками, представленными архиепархией Страсбурга и епархией Меца, которые находились в непосредственном подчинении Святого престола. Лютеране были объединены в Протестантскую церковь Аугсбургского исповедания Эльзаса и Лотарингии (Protestantische Kirche Augsburgischen Bekenntnisses von Elsass und Lothringen). Существовало множество кальвинистских конгрегаций.

## Государственное устройство
В отличие от входивших в состав империи государств, Эльзас-Лотарингия напрямую подчинялась императору, в 1871—1879 годах представленному обер-президентом, а с 1879 — штатгальтером. Несмотря на то, что управлявший ею германский император являлся королём Пруссии, жители Эльзаса-Лотарингии являлись не прусскими подданными, а (с 1872 года) непосредственными гражданами Германской империи. 

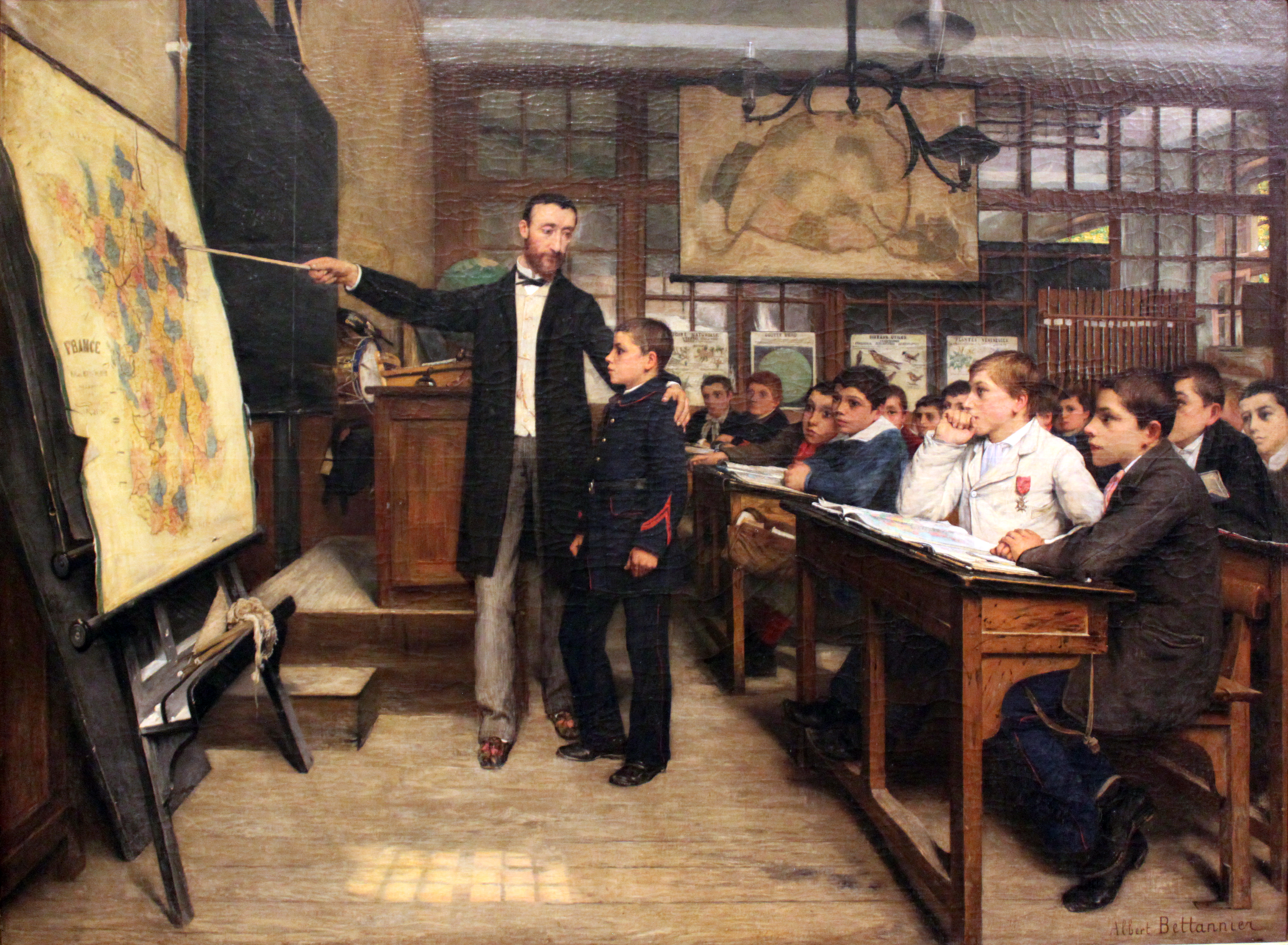
А. Бетанье, «Тёмное пятно» (1887):французскому школьнику рассказывают о потерянных Францией в результате Франко-прусской войны Эльзасе и Лотарингии.

Отсутствие каких бы то ни было представительных органов и статуса гражданства служило источником особого раздражения общественного мнения и информационных спекуляций националистов и патриотов во Франции во время Марокканских кризисов и накануне Первой Мировой войны, при том что 200 000 носителей лотарингского наречия французского языка  составляли всего 10-11% от населения  региона рядом с 1,5 млн немецкоговорящих жителей. С 1911 года у Эльзаса-Лотарингии появился ландтаг, состоящий из первой палаты и второй палаты, до этого его функции осуществлял земельный комитет (Landesausschuss), избираемый тремя бецирктагами, исполнительным органом являлось министерство (Ministerium) во главе с государственным секретарём (Staatssekretär). Эльзас-Лотарингия имела трех представителей в бундесрате, а в рейхстаг прямым голосованием избирала 15 членов. В годы Первой мировой войны правительство Германской империи рассматривало проект возможного преобразования Эльзас-Лотарингии в герцогство, равное по статусу другим субъектам империи, с выбором монарха (обсуждались кандидатуры Вильгельма фон Ураха и сыновей герцога Франца Фердинанда, которые имели формальное династическое право на Лотарингское герцогство), однако поражение в войне и уступка этих земель Франции закрыли данный вопрос.

## Административное деление
Территория Эльзаса-Лотарингии делилась на административные округа (нем. Regierungsbezirk), административные округа — на внерайонные города (stadtkreis) и районы (landkreis), районы — на кантоны (kanton) и города (stadtgemeinde), кантоны — на общины (landgemeinde):
- Верхний Эльзас
  - районы:
    - Альткирх
    - Кольмар
    - Гебвайлер
    - Мюльхаузен
    - Раппортсвайлер
    - Танн
- Нижний Эльзас
  - внерайонные города:
    - Страсбург

  - районы:
    - Эрштайн
    - Хагенау
    - Мёльсхайм
    - Шлеттштадт
    - Страсбург
    - Вайссенбург
    - Цаберн
- Лотарингия
  - внерайонные города
    - Мец

  - районы:
    - Больхен
    - Шато-Сален
    - Диденхофен-Восток
    - Диденхофен-Запад
    - Форбах
    - Мец
    - Саарбург
    - Сааргемюнд

Представительные органы административных округов — бециркстаги (Bezirkstag), интересы императора представляли правительственные президенты (Regierungspräsident), представительные органы районов — крейстаги, во главе районов стояли крейсдиректора (kreisdirektor), представительные органы общин и городов — общинные советы, во главе общин и городов — бургомистры.

## Суды
- Высший земельный суд Кольмара (Oberlandesgericht Colmar) Карта Эльзас-Лотарингии; 1888

Карта Эльзас-Лотарингии; 1888

  - Земельный суд Кольмара (Landgericht Colmar)
  - Земельный суд Меца (Landgericht Metz)
  - Земельный суд Мюльхаузена (Landgericht Mülhausen)
  - Земельный суд Сааргемюнда (Landgericht Saargemünd)
  - Земельный суд Страсбурга (Landgericht Straßburg)
  - Земельный суд Цаберна (Landgericht Zabern)[источник не указан 2713 дней]